# Copa de Moldavia 2023-24
La Copa de Moldavia 2023-24 fue la edición número 33 de la Copa de Moldavia. La competición empezó el 16 de agosto de 2023 y finalizó el 25 de mayo de 2024. El equipo campeón accedió a la primera ronda de clasificación de la Liga Europa de la UEFA 2024-25.
Petrocub Hîncești conquistó su 2º título tras ganar en la final al Zimbru Chişinău por el marcador de 3-1.

## Fechas
La ronda preliminar y las dos primeras rondas propiamente dichas fueron regionalizadas para reducir los costos de viaje de los equipos, y en caso de empate se decidieron en la tanda de penales.
| Ronda            | Fechas                                                   | Total de partidos | Clubes  |
| ---------------- | -------------------------------------------------------- | ----------------- | ------- |
| Ronda preliminar | 16 de agosto de 2023                                     | 7                 | 47 → 40 |
| Primera ronda    | 29 de agosto de 2023                                     | 16                | 40 → 24 |
| Segunda ronda    | 3 de octubre de 2023                                     | 8                 | 24 → 16 |
| Octavos de final | 31 de octubre de 2023, 1 de noviembre de 2023            | 8                 | 16 → 8  |
| Cuartos de final | 2–3 de marzo de 2024 (ida) 3–4 de abril de 2024 (vuelta) | 8                 | 8 → 4   |
| Semifinales      | 24 de abril de 2024 (ida) 1 de mayo de 2024 (vuelta)     | 4                 | 4 → 2   |
| Final            | 25 de mayo de 2024                                       | 1                 | 2 → 1   |

## Primera ronda preliminar
6 clubes de la Liga 2 entraron en esta ronda. 18 clubes de la Liga 2 recibieron un bye para la ronda preliminar. Los partidos se jugaron el 16 de agosto de 2023.
| Fecha                | Hora  | Partido             | Partido | Partido        |
| -------------------- | ----- | ------------------- | ------- | -------------- |
| 16 de agosto de 2023 | 17:30 | FC Visoca           | 1-0     | EFA Visoca     |
| 16 de agosto de 2023 | 17:30 | Ghidighici          | 4-3     | Maiak Chirsova |
| 16 de agosto de 2023 | 17:30 | Constructorul Leova | 5-2     | Socol Copceac  |

## Primera ronda
En esta ronda entraron 21 clubes de la Liga 2 y 11 clubes de la Liga 1. Los partidos se jugaron el 29 de agosto de 2023.
| Fecha                | Hora  | Partido             | Partido        | Partido            |
| -------------------- | ----- | ------------------- | -------------- | ------------------ |
| 29 de agosto de 2023 | 17:00 | Edineț              | 3-5            | Fălești            |
| 29 de agosto de 2023 | 17:00 | Olimpia Bălți       | 3-3 (pen. 4-5) | Pepeni             |
| 29 de agosto de 2023 | 17:00 | Țarigrad            | 0-2            | Locomotiva Ocnița  |
| 29 de agosto de 2023 | 17:00 | Rîșcani             | 0-3            | Grănicerul Glodeni |
| 29 de agosto de 2023 | 17:00 | Barsa Ungheni       | 2-3 (pró.)     | FCM Ungheni        |
| 29 de agosto de 2023 | 17:00 | Chișinău            | 0-2            | Speranis Nisporeni |
| 29 de agosto de 2023 | 17:00 | Cricova             | 2-3            | Victoria Chișinău  |
| 29 de agosto de 2023 | 17:00 | Inter Soroca        | 0-3            | Iskra Rîbnița      |
| 29 de agosto de 2023 | 17:00 | FC Visoca           | 2-1            | Speranța Drochia   |
| 29 de agosto de 2023 | 17:00 | Ghidighici          | 0-3            | Real Succes        |
| 29 de agosto de 2023 | 17:00 | Constructorul Leova | 0-0 (pen. 4-2) | Olimp Comrat       |
| 29 de agosto de 2023 | 17:00 | La Familia          | 2-3            | Dinamo-Auto        |
| 29 de agosto de 2023 | 17:00 | Codru Călărași      | 0-2            | Stăuceni           |
| 29 de agosto de 2023 | 17:00 | Vulturii Cutezători | 4-0            | Atletic Strășeni   |
| 29 de agosto de 2023 | 17:00 | Congaz              | 1-9            | Saksan             |
| 29 de agosto de 2023 | 17:00 | Slobozia Mare       | 4-1            | Univer Comrat      |

## Segunda ronda
| Fecha                | Hora  | Partido             | Partido | Partido            |
| -------------------- | ----- | ------------------- | ------- | ------------------ |
| 3 de octubre de 2023 | 15:00 | Pepeni              | 0-1     | Fălești            |
| 3 de octubre de 2023 | 15:00 | Grănicerul Glodeni  | 0-1     | Locomotiva Ocnița  |
| 3 de octubre de 2023 | 15:00 | FCM Ungheni         | 3-2     | Speranis Nisporeni |
| 3 de octubre de 2023 | 15:00 | Iskra Rîbnița       | 0-6     | Victoria Chișinău  |
| 3 de octubre de 2023 | 15:00 | FC Visoca           | 1-2     | Real Succes        |
| 3 de octubre de 2023 | 15:00 | Constructorul Leova | 4-0     | Dinamo-Auto        |
| 3 de octubre de 2023 | 15:00 | Vulturii Cutezători | 2-4     | Stăuceni           |
| 3 de octubre de 2023 | 15:00 | Slobozia Mare       | 0-5     | Saksan             |

## Octavos de final
En esta ronda entraron los 8 ganadores de la ronda anterior y 8 clubes de la Superliga. El sorteo se celebró el 10 de octubre de 2023. Los partidos se jugaron el 31 de octubre y el 1 de noviembre de 2023.
| Fecha                  | Hora  | Partido           | Partido        | Partido             |
| ---------------------- | ----- | ----------------- | -------------- | ------------------- |
| 31 de octubre de 2023  | 13:00 | Zimbru            | 7-0            | Locomotiva Ocnița   |
| 31 de octubre de 2023  | 13:00 | Spartanii Sportul | 1-5            | Stăuceni            |
| 31 de octubre de 2023  | 18:00 | Milsami Orhei     | 2-0            | Fălești             |
| 31 de octubre de 2023  | 18:00 | Petrocub Hîncești | 9-1            | Saksan              |
| 1 de noviembre de 2023 | 13:00 | Florești          | 1-1 (pen. 4-5) | Victoria Chișinău   |
| 1 de noviembre de 2023 | 13:00 | Dacia Buiucani    | 4-2            | Real Succes         |
| 1 de noviembre de 2023 | 18:00 | Sheriff Tiraspol  | 5-0            | FCM Ungheni         |
| 1 de noviembre de 2023 | 18:00 | Bălți             | 7-0            | Constructorul Leova |

## Cuartos de final
Los partidos de ida se jugaron los días 2 y 3 de marzo de 2024 y los partidos de vuelta los días 3 y 4 de abril de 2024.

### Partidos de ida
| Fecha              | Hora  | Partido           | Partido | Partido           |
| ------------------ | ----- | ----------------- | ------- | ----------------- |
| 2 de marzo de 2024 | 14:00 | Bălți             | 2-1     | Dacia Buiucani    |
| 2 de marzo de 2024 | 14:00 | Petrocub Hîncești | 8-0     | Stăuceni          |
| 3 de marzo de 2024 | 14:00 | Milsami Orhei     | 1-2     | Zimbru            |
| 3 de marzo de 2024 | 14:00 | Sheriff Tiraspol  | 2-0     | Victoria Chișinău |

### Partidos de vuelta
| Fecha              | Hora  | Partido           | Partido | Partido           |
| ------------------ | ----- | ----------------- | ------- | ----------------- |
| 3 de abril de 2024 | 16:00 | Zimbru            | 3-0     | Milsami Orhei     |
| 3 de abril de 2024 | 14:00 | Victoria Chișinău | 1-3     | Sheriff Tiraspol  |
| 3 de abril de 2024 | 14:00 | Stăuceni          | 1-4     | Petrocub Hîncești |
| 4 de abril de 2024 | 14:00 | Dacia Buiucani    | 1-1     | Bălți             |

## Semifinales

### Partidos de ida
| Fecha               | Hora  | Partido           | Partido | Partido          |
| ------------------- | ----- | ----------------- | ------- | ---------------- |
| 24 de abril de 2024 | 19:00 | Zimbru            | 1-0     | Sheriff Tiraspol |
| 24 de abril de 2024 | 19:00 | Petrocub Hîncești | 5-1     | Bălți            |

### Partidos de vuelta
| Fecha             | Hora  | Partido          | Partido | Partido           |
| ----------------- | ----- | ---------------- | ------- | ----------------- |
| 1 de mayo de 2024 | 19:00 | Sheriff Tiraspol | 1-1     | Zimbru            |
| 1 de mayo de 2024 | 19:00 | Bălți            | 0-1     | Petrocub Hîncești |

## Final
| 25 de mayo de 2024, 20:00 | Petrocub Hîncești                   | 3:1     | Zimbru Chișinău | Estadio Zimbru, Chisináu                               |                                                        |
|                           | Lungu 58' · Jardan gol' · Lupan 79' | Reporte | Alaribe 6'      | Asistencia: 7.542 espectadores Árbitro(s): Daniel Luca | Asistencia: 7.542 espectadores Árbitro(s): Daniel Luca |

### Campeón
| Copa de Moldavia 2023-24    |
| --------------------------- |
| Petrocub Hîncești 2º Título |